# Mountelgonia arcifera
Mountelgonia arcifera is een vlinder uit de familie van de Metarbelidae. De wetenschappelijke naam van de soort is voor het eerst gepubliceerd in 1909 door George Francis Hampson.
De soort komt voor in Oeganda, Kenia en Tanzania.